# Arthur Dupré
Arthur Dupré (né le 15 juin 1905 à Saint-Hilaire, mort le 3 août 1983 à Montréal) est un homme politique québécois. Il a été député libéral de Verchères à l'assemblée législative du Québec de 1944 à 1956.
Il était le fils d'Ulric Dupré, cordonnier, et de Régina Desautels.
Il fut cultivateur et concessionnaire d'automobiles à Belœil.  Il a épousé Diana Nichols le 16 octobre 1928 à La Présentation.
Il fut échevin de 1935 à 1937 puis maire de Belœil de 1937 à 1961.
Lors de l'élection générale québécoise de 1944, il fut élu député du Parti libéral du Québec dans la circonscription de Verchères. Il fut réélu lors de l'élection générale québécoise de 1948 et lors de celle de 1952.  Il fut défait lors de l'élection générale de 1956.  Le 21 août 1963, il fut nommé membre du conseil législatif du Québec pour la division de Montarville et occupa ce poste jusqu'au 31 décembre 1968, lors de l'abolition du conseil législatif.
Après son décès à l'âge de 77 ans, il fut inhumé au cimetière de Mont-Saint-Hilaire.